# Marek Trombski
Marek Stanisław Trombski (ur. 14 września 1937 w Łodzi) – polski naukowiec, samorządowiec, polityk, były wojewoda bielski oraz rektor Akademii Techniczno-Humanistycznej.

## Życiorys
Ukończył w 1960 studia na Wydziale Mechanicznym Politechniki Łódzkiej, po których rozpoczął pracę w Katedrze Cieplnych Maszyn Przepływowych na tej uczelni. W 1967 uzyskał stopień doktora nauk technicznych, w 1972 habilitował się. W 1989 otrzymał tytuł profesora nauk technicznych. W 1992 objął stanowisko profesora zwyczajnego, początkowo w Filii Politechniki Łódzkiej w Bielsku-Białej, przekształconej w 2001 w Akademię Techniczno-Humanistyczną.
W pracy naukowej zajmuje się m.in. statyką i dynamiką ustrojów powierzchniowych, w tym płyt kołowych i pierścieniowych, a także analizą naprężeń i odkształceń w elementach maszyn i konstrukcji. Opublikował jako autor lub współautor około stu prac naukowych.
W latach 1973–1992 kierował Instytutem Mechaniczno-Konstrukcyjnym PŁ. Od 1973 do 1981 był prodziekanem Wydziału Mechanicznego, następnie do 1987 dziekanem Wydziału Budowy Maszyn. W okresie 1987–1993 zajmował stanowisko prorektora Politechniki Łódzkiej do spraw Filii w Bielsku-Białej. W latach 2001–2008 pełnił funkcję rektora Akademii Techniczno-Humanistycznej. W 2009 został rektorem Wyższej Szkoły Zarządzania Ochroną Pracy w Katowicach.
Prowadził także działalność polityczną. W 1989 nieskutecznie ubiegał się o mandat w Senacie. Od 1994 do 1997 był wojewodą bielskim. W latach 1998–2006 zasiadał w sejmiku śląskim, w I kadencji jako jego wiceprzewodniczący, był wybierany z list Sojuszu Lewicy Demokratycznej. W 2005 przystąpił do Partii Demokratycznej, w tym samym roku z list tej partii bez powodzenia kandydował do Senatu.
Objął też funkcję wiceprezesa zarządu głównego Związku Ochotniczych Straży Pożarnych Rzeczypospolitej Polskiej. Jest członkiem Akademii Inżynierskiej w Polsce.
Odznaczony m.in. Krzyżem Kawalerskim, Oficerskim (1997) i Komandorskim (2002) Orderu Odrodzenia Polski, Medalem Komisji Edukacji Narodowej, wyróżniony tytułem doktora honoris causa Politechniki Łódzkiej.